# Qualificazioni all'AFF Cup 2012
Le qualificazioni all'AFF Cup 2012 si tennero a Yangon, in Birmania, dal 5 al 13 ottobre 2012. I due posti ancora liberi per la fase finale del torneo furono contesi dalle cinque nazionali del Sud-est asiatico peggio piazzate nel ranking FIFA.

## Qualificazioni
| Data            | Luogo  | Squadra 1 | Risultato | Squadra 2 |
| --------------- | ------ | --------- | --------- | --------- |
| 5 ottobre 2012  | Yangon | Cambogia  | 1 - 5     | Timor Est |
| 5 ottobre 2012  | Yangon | Birmania  | 1 - 0     | Brunei    |
| 7 ottobre 2012  | Yangon | Timor Est | 1 - 2     | Birmania  |
| 7 ottobre 2012  | Yangon | Laos      | 1 - 0     | Cambogia  |
| 9 ottobre 2012  | Yangon | Cambogia  | 2 - 3     | Brunei    |
| 9 ottobre 2012  | Yangon | Timor Est | 3 - 1     | Laos      |
| 11 ottobre 2012 | Yangon | Brunei    | 1 - 3     | Laos      |
| 11 ottobre 2012 | Yangon | Birmania  | 3 - 0     | Cambogia  |
| 13 ottobre 2012 | Yangon | Laos      | 0 - 0     | Birmania  |
| 13 ottobre 2012 | Yangon | Brunei    | 2 - 1     | Timor Est |

| squadra   | P.ti | G | V | N | P | GF | GS | DR |
| --------- | ---- | - | - | - | - | -- | -- | -- |
| Birmania  | 10   | 4 | 3 | 1 | 0 | 6  | 1  | +5 |
| Laos      | 7    | 4 | 2 | 1 | 1 | 5  | 4  | +1 |
| Timor Est | 6    | 4 | 2 | 0 | 2 | 10 | 6  | +4 |
| Brunei    | 6    | 4 | 2 | 0 | 2 | 6  | 7  | -1 |
| Cambogia  | 0    | 4 | 0 | 0 | 4 | 3  | 12 | -9 |

## Marcatori
3 gol
- Kyi Lin
- Adelino Trindade
- Alan Leandro
- Murilo de Almeida

2 gol
- Visay Phaphouvanin

1 gol
- Adi Said
- Md Aminuddin Zakwan Tahir
- Azwan Muhammad Salleh
- Mohammad Helmi Zambin
- Muhammad Azwan Ali Rahman
- Rosmin Muhammad Kamis

- Khim Borey
- Prak Mony Udom
- Keo Sokngon
- Kovanh Namthavixay
- Khampheng Sayavutthi
- Kanlaya Sysomvang
- Kaung Sithu
- Pyae Phyo Aung
- Yan Aung Win
- Jesse Pinto